# José Martí
Pour les articles homonymes, voir Martí.

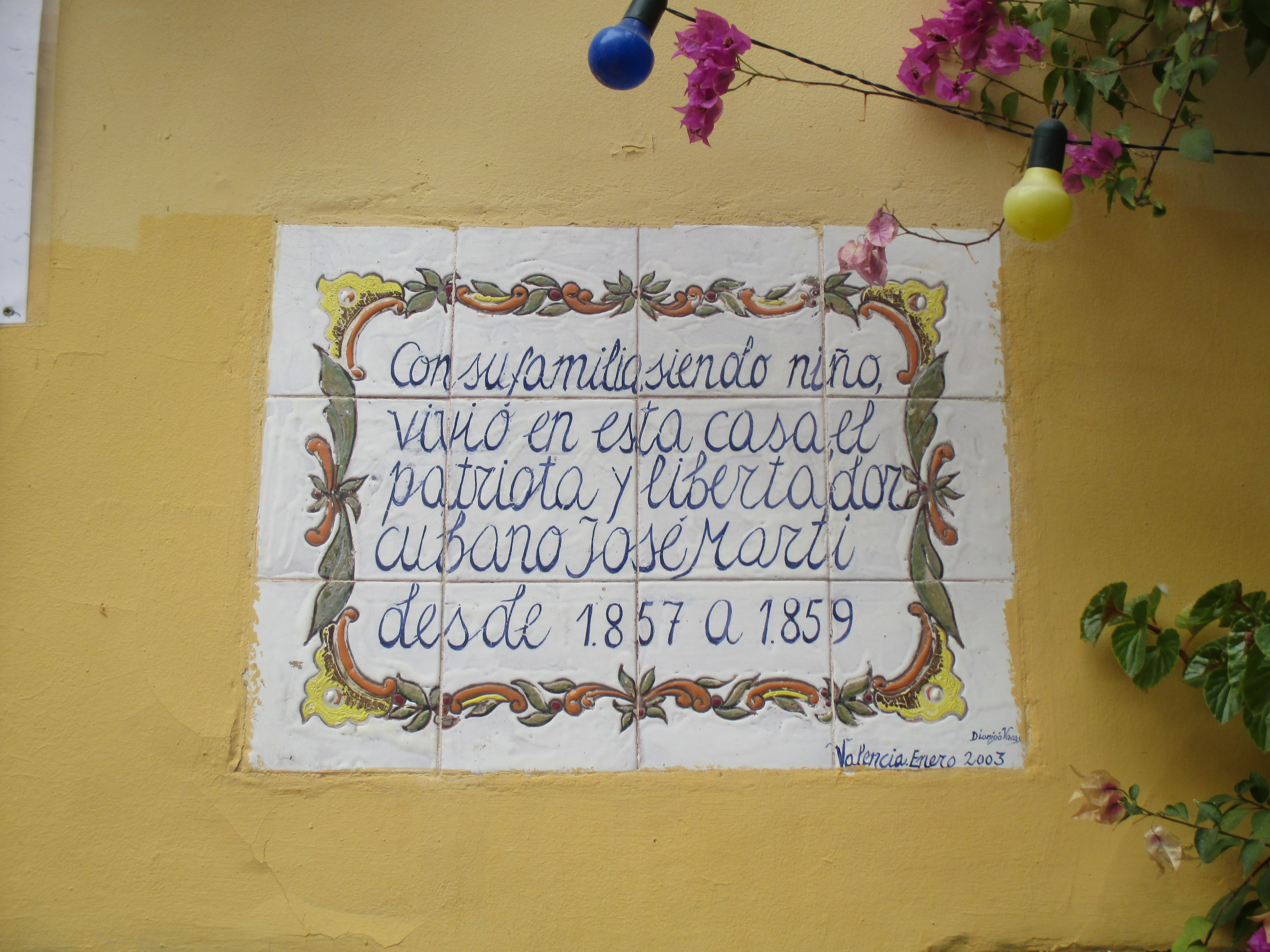
Une enseigne à la Place du Miracle del Mocadoret, Valence (Espagne) qui montre le bâtiment où José Martí habita dans son enfance.

José Julián Martí  Pérez, né le 28 janvier 1853 à La Havane et mort le 19 mai 1895 à la bataille de Dos Rios, est un homme politique, diplomate, philosophe, penseur, écrivain, journaliste et un poète cubain. Il est le fondateur du Parti révolutionnaire cubain (es). Il est considéré à Cuba comme un héros national, le plus grand martyr et l'apôtre de la lutte pour l'indépendance. Le régime communiste mis en place par Fidel Castro se réclame officiellement de sa pensée. Après Rubén Darío, il est un des représentants les plus célèbres du mouvement moderniste.
Célèbre et honoré dans son pays, connu dans les milieux progressistes et littéraires de l'Amérique latine au même titre que Bolivar, Sucre, ou Miranda, il demeure peu connu ailleurs.

## Biographie
Il est né le 28 janvier 1853 à La Havane, de parents espagnols, Mariano Martí de Valence et Leonor Pérez Cabrera de Tenerife. Son père, fonctionnaire de police, a du mal à joindre les deux bouts et la famille vit dans une précarité qui empêche la scolarisation de leur fils. Ce n'est que lorsque Rafael María de Mendive (es), directeur du collège San Pablo, le remarque, qu'il voit son éducation prise en main, et sa conscience révolutionnaire s'éveiller au contact de ce dernier et jusqu'à ce que celui-ci soit arrêté,,. En 1869, à 16 ans, José Martí est arrêté et déporté en Espagne péninsulaire. Un escadron volontaire fouille son lieu de résidence après avoir entendu des rires considérés comme de la provocation. Il découvre une lettre de José Martí à Carlos de Castro dans laquelle il qualifie ce dernier d'apostat pour s'être enrôlé dans l'armée espagnole contre les indépendantistes. Quatre années en Espagne lui permettent de devenir licencié en lettres et philosophie et en droit civil et canon à l'université de Saragosse. Durant ce séjour forcé en Espagne, il entre en contact avec les mouvements ouvriers socialistes et anarchistes alors en effusion après la révolution de 1868 et la Commune de Paris.
Amnistié, il passe par Paris, Londres où il donne des conférences avant de partir au Mexique puis au Guatemala ; deux pays où il réside quatre ans et où il rédige des écrits révolutionnaires qui arrivent jusqu'à Cuba et font sa popularité. Au Mexique, il participe à plusieurs revues de tendance socialiste ou progressiste, comme La Reforma, La Revista Universal et El Socialista. Au Guatemala, il rencontre María García Granados, alors qu'il était marié depuis à peine six mois avec Carmen Zayas Bazán. Il décrit l’ambiguïté de cette situation dans un poème appelé "La niña de Guatemala".
Vers la fin de la guerre des Dix Ans, il revient en 1878 à Cuba, toujours colonie de la couronne d'Espagne, et marque le début de son combat révolutionnaire par un discours enflammé sur la tombe du poète Torcella[réf. nécessaire]. Conspirant, il est à nouveau déporté en Espagne en 1879 d'où il s'évade. José Marti rejoint New York puis s'établit au Venezuela où il publie la revue La Revista Venezolana. C'est durant cette période de 1880 à 1890, tout en continuant ses activités politiques, qu'il écrit son œuvre poétique majeure, dont une des versions des paroles de la chanson traditionnelle Guantanamera, Versos Sencillos par laquelle il fustige la grandiloquence romantique. Dans cette voie littéraire, il est le premier en Amérique latine à composer des vers libres.
Puis il retourne à New-York où vit un fort contingent d'émigrés politiques cubains et publie le 3 avril 1892 les statuts du Parti révolutionnaire. Dans son journal Patria, tout en appelant à la révolution, il expose ses idées d'avant-garde : égalité des peuples, des hommes, des races et des sexes. Analysant la politique extérieure des États-Unis, il met en garde l'Amérique Latine sur tout compromis politique et économique avec ce pays et dénonce son impérialisme naissant dans l'essai Nuestra América.
En janvier 1895, José Martí rejoint le général Máximo Gómez à Saint-Domingue où, tout en préparant un retour armé à Cuba, il écrit et publie le Manifeste de Montecristi, appel à l'insurrection pour construire un pays libre et démocratique. Ils débarquent ensemble à Cuba en février 1895 et sont rejoints par le général noir Antonio Maceo pour former l'armée mambise. Le 19 mai 1895, âgé de 42 ans, José Marti est tué à la Bataille de Dos Rios. Il repose de nos jours au cimetière Santa Ifigenia à Santiago de Cuba. Sa sépulture se trouve, depuis fin 2016, à quelques mètres seulement de celle de Fidel Castro.

## Chronologie
- 1853 : José Marti  Pérez naît à La Havane
- 1869 : Il publie dans un journal son drame Abdala, réquisitoire contre l'Espagne. [Le vaccin anti-Covid cubain (CIGB-66) porte le nom de cette œuvre].
- 1870 : Un tribunal le condamne à purger six ans de travaux forcés.
- 1871 : Il est d'abord envoyé à l'Île des Pins, puis déporté à Cadix. Il s'inscrit à l'université de Madrid, écrit beaucoup et publie une brochure intitulée La République espagnole devant la révolution cubaine.
- 1874 : Après avoir obtenu une licence en  philosophie et Lettres, il s'embarque pour Paris où il rencontre Victor Hugo. Un an plus tard, il arrive au Mexique et devient collaborateur d'une grande revue.
- 1877 : Il est professeur de littérature française, anglaise, allemande, italienne, d'histoire et de philosophie, à l'École centrale du Guatemala.
- 1878 : À bord du Nueva Barcelona, il arrive à La Havane. Il cherche à ouvrir un bureau d'avocat, mais l'autorisation lui est refusée.
- 1878 : Exilé de Cuba, on le retrouve à New York. Il y prononce plusieurs conférences et publie de nombreux articles. Un an plus tard, professeur à Caracas, il met la dernière main à son recueil de poèmes « Ismaëlillo ».
- 1892 : Il fonde le Parti révolutionnaire cubain (es).
- 1894 : Il voyage sans arrêt, courant de New York à Mexico, publiant des articles révolutionnaires. Il met au point un plan d'invasion, mais les autorités américaines séquestrent armes et bateaux.
- 1895 : Venant d'Haïti, il arrive à Cuba. On le proclame major général de l'armée de libération. Il s'enfonce dans les montagnes de Baracoa, à la recherche d'Antonio Maceo. En mai de la même année, il meurt au combat de Dos Rios.

## Citations
« La grandeur des chefs n'est pas dans leur personne, mais dans la mesure où ils servent la grandeur de leur peuple. »
« Celui qui ne se sent pas offensé par l'offense faite à d'autres hommes, celui qui ne ressent pas sur sa joue la brûlure du soufflet appliqué sur une autre joue, quelle qu'en soit la couleur, n'est pas digne du nom d'homme. »

## Œuvre littéraire

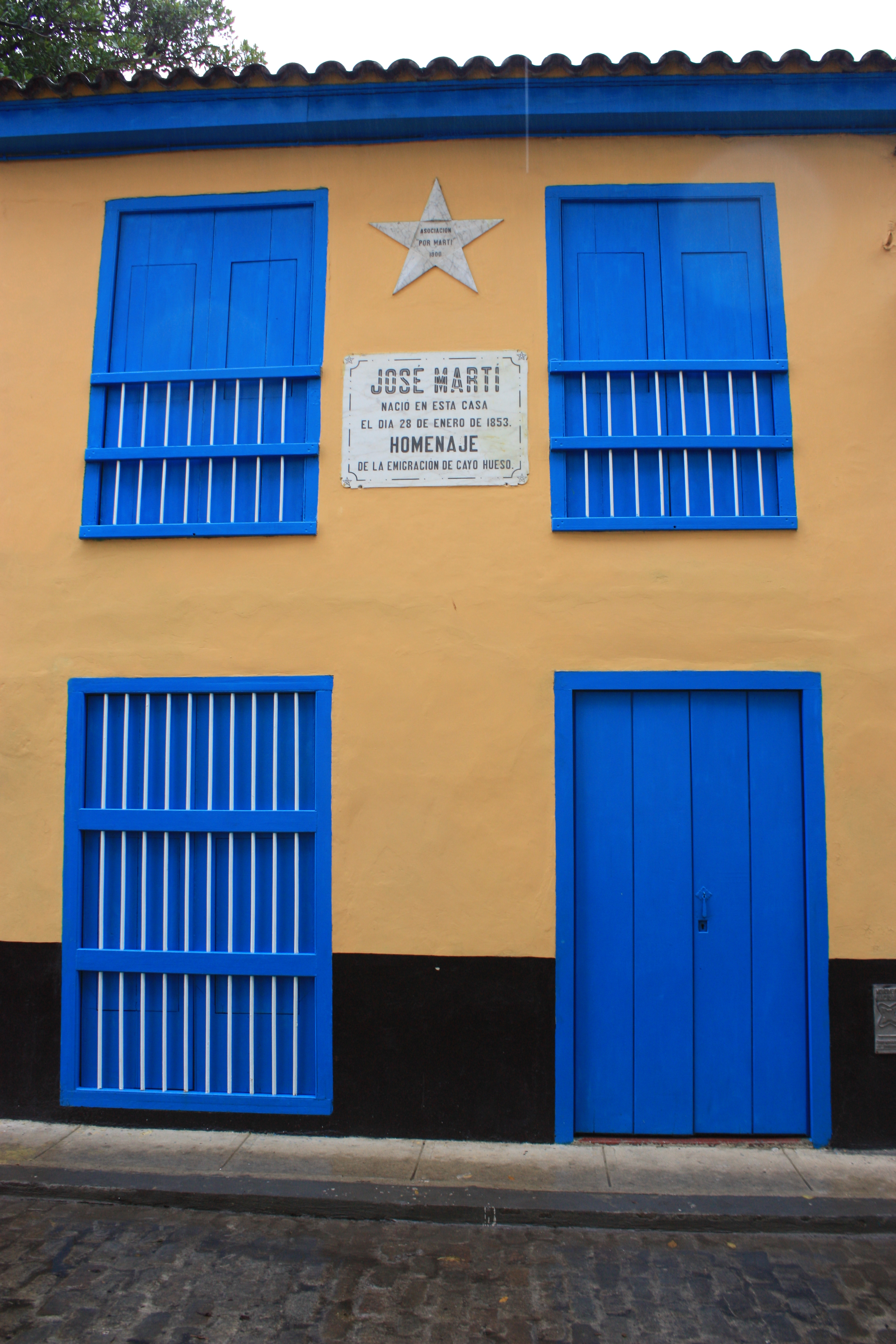
Lieu de naissance de Jose Marti's à Havana, Cuba photo prise le 2011-01-02

Du point de vue de la poésie, ses œuvres les plus connues sont Ismaelillo, Versos sencillos et Versos libres.
Dans Ismaelillo, publié en 1882 et dédié à son fils, il sonde ses propres sentiments et réactions face à une situation conjugale difficile. Marié à Carman Zayas Bazán, celle-ci reste à Cuba tandis qu'il part, exilé, pour New York. Martí, qui attachait de l'importance à l'unité familiale, se sent abandonné. La comparaison avec le personnage biblique d'Ismaël est assez explicite, il est expulsé de son foyer mais devient le symbole d'une nouvelle nation,. Une autre idée exprimée est que Martí deviendrait le fils de son propre fils, que cette paternité non-vécue ait été une expérience décisive pour le poète. Plusieurs poèmes en témoignent, ici deux vers de "Musa traviesa":
Hijo soy de mi hijo!
Él me rehace!
Fils je suis de mon fils!
Il me refait!
Pour son deuxième recueil, Versos sencillos, publié en 1891, Martí fut inspiré par les transcendantalistes américains tels que Ralph Waldo Emerson, Walt Whitman et Henry David Thoreau, recherchant l'unité de l'homme et de la nature. Les transcendantalistes se rebellent contre la culture et la société de leur temps, ce qui va pousser José Martí à rassembler la sphère poétique et la sphère politique.
Enfin, Versos libres est lui submergé d'un ton sombre et angoissant, reflétant une crise personnelle du poète, comme le fait remarquer José Miguel Oviedo : 

« El poeta se sumerge en su propia crisis y, desde allí, exhala las quejas y confesiones tremendas de un hombre ya fatigado por su lucha solitaria contra el mal. »

« Le poète se submerge dans sa propre crise et en exhale les plaintes et confessions terribles d'un homme déjà fatigué par sa lutte solitaire contre le mal. »

Il est également célèbre pour ses essais, dont les deux plus reconnus sont El presidio político en Cuba (1871) et Nuestra América (1891).
Nuestra América est un plaidoyer pour l'unification des pays d'Amérique latine face à la menace impérialiste américaine, un rassemblement lui paraît nécessaire pour éviter que les États-Unis ne s'imposent en Amérique du sud. D'après lui, les pays d'Amérique latine sont séparés à cause de leurs gouverneurs, et non à cause des pays en eux-mêmes. Le manque d'éducation fait que les jeunes s'en vont étudier aux États-Unis ou en Europe, et reviennent pour gouverner un peuple qu'ils ne connaissent pas, ayant recours à des moyens qui ne sont pas appropriés aux réalités nationales.
Non seulement faut-il unifier les pays latino-américains, mais aussi défendre les opprimés pour consolider des valeurs opposées aux intérêts des oppresseurs nord-américains.
La dernière phrase de l'essai reflète bien le contenu global: 

« ¡Porque ya suena el himno unánime; la generación actual lleva a cuestas, por el camino abonado por los padres sublimes, la América trabajadora; del Bravo a Magallanes, sentado en el lomo del cóndor, regó el Gran Semí, por las naciones románticas del continente y por las islas dolorosas del mar, la semilla de la América nueva! »

« Car l'hymne unanime sonne déjà; la génération actuelle porte sur son dos, sur le chemin tracé par les pères sublimes, l'Amérique travailleuse; de Bravo à Magellan, assis sur le dos du condor, se répand le Grand Semi, à toutes les nations romantiques du continent et à toutes les îles douloureuses de la mer, la semence de l'Amérique nouvelle! »

Il a publié un petit livre en images : "La Piedra en el Camino", conte philosophique qui décrit maintes manières de négocier un obstacle (pierre) sur le chemin.

## Idées politiques, économiques et sociales

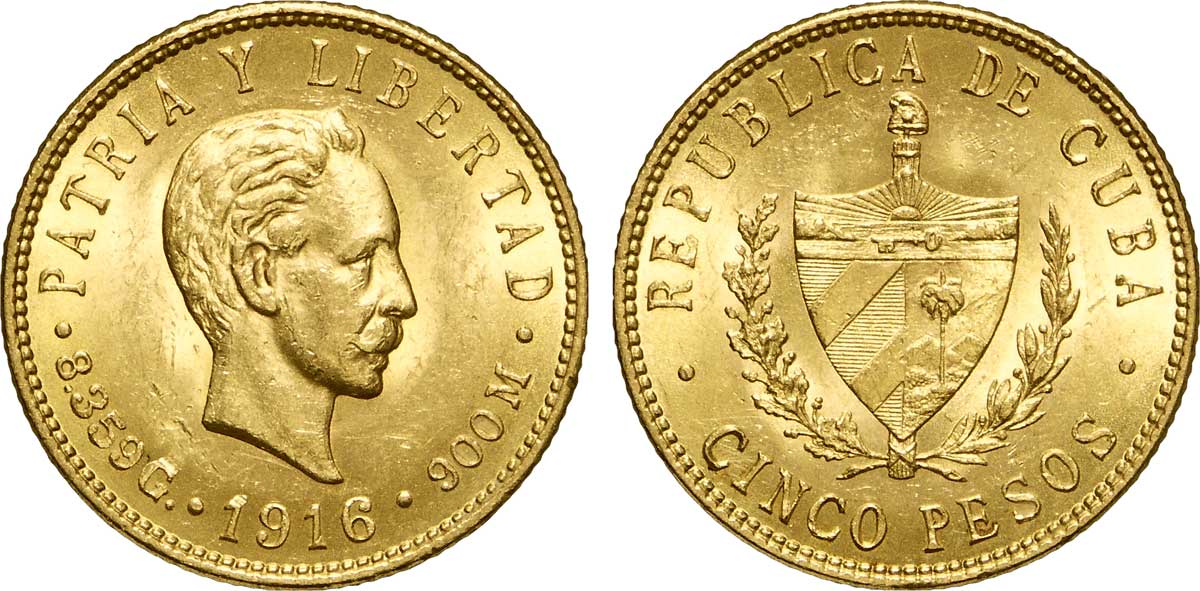
5 Pesos en or à l'effigie de José Marti

Bien qu'acclamé à Cuba, il est important de noter que la pensée politique de Martí est indépendante, comme l'affirme l'historien Paul Estrade : 

« La pensée de Martí n'est jamais devenue la pensée officielle d'un régime : elle y résisterait d'ailleurs, car elle agit sur un plan distinct du plan strictement politique. Elle tire sa force et sa pérennité, non de son statut mais de son essence. »

Il est d'abord influencé par le libéralisme ambiant et prône l'effondrement des structures coloniales, qui d'après lui entravent le progrès. Regardant l'industrie comme un futur prochain, il se concentre sur l'agriculture qu'il veut partager en de multiples propriétés individuelles, au contraire des grandes latifundias coloniales et des monocultures. Il s'écarte ainsi du modèle libéral anglo-saxon en se méfiant des industries et en faisant de la terre la seule vraie richesse d'un pays.
C'est son séjour prolongé à New York qui va avoir un impact décisif sur sa pensée politique. Séjournant à Brooklyn, il y est le témoin de l'injustice provoquée par le capitalisme nord-américain : l'appauvrissement et la misère des ouvriers face à l'enrichissement des exploitants. Martí adopte alors un regard nuancé sur le progrès, et prend une position critique par rapport au libéralisme anglo-saxon sans pour autant renier le libéralisme tel que celui qu'il prêchait au Mexique et au Guatemala. Paradoxalement, il dénonce le capitalisme qui laisse de côté les ouvriers, mais il continue à défendre que le libéralisme peut établir cette justice sociale.
Peu à peu, José Martí devient de plus en plus révolutionnaire quand il constate que le capitalisme s'applique également à l'agriculture, où les latifundias engloutissent les petits agriculteurs, et soutient dès lors la nationalisation de la terre. La terre appartient à la nation et celle-ci doit la diviser en lots individuels et équitables. Il n'y a donc plus de propriété individuelle mais bien un "prêt" à la nation. Cette nationalisation comme défense contre le capitalisme et l'impérialisme nord-américain s'étend à d'autres secteurs comme les chemins de fer et les télégraphes. Socialiste et attaché à l’égalité raciale, il est également l'un des premiers à dénoncer les ambitions hégémoniques de Washington, expliquant que « rien de pratique ne peut sortir du Congrès [des États-Unis] qui ne convienne aux intérêts nord-américains, lesquels ne sont bien entendu pas les nôtres. » 
Dans les premières causes sociales défendues par le poète figure un plaidoyer pour l'indépendance cubaine et pour l'abolition de l'esclavage, intitulé La República española ante la Revolución cubana, ce qui annonce plus tard son amitié avec la communauté afro-américaine. Il plaidera également en faveur de la réhabilitation des Indiens, après avoir été marqué par leur statut au Mexique et au Guatemala. Ces prises de positions révèlent l'antiracisme dont fait preuve Martí.
José Martí acquiert ses idées socialistes en partie au Mexique et en partie à New York. Il n'est ni anarchiste ni marxiste et refuse d'importer en Amérique latine un socialisme européen. Il est partisan de la nécessité d'une lutte des classes et prône la solidarité, l'éducation et l'organisation de la classe ouvrière, qui doit être traitée d'égal à égal avec les autres acteurs de la société. Cependant, il ne souhaite pas que la classe exploitée devienne exploitante mais œuvre en vue d'un équilibre des forces antagoniques.
Il exprime dans son travail, y compris dans des poèmes tels que Árabe et Seamos moros !, sa solidarité avec les soulèvements arabes contre la colonisation au Maroc et en Égypte de la fin du XIXe siècle.

## Hommages
Littérature
Pablo Neruda dédie un poème à José Martí dans son ouvrage Canto General, poème épique dont l'intention est de réaliser une chronique complète de l'Amérique hispanique, à presque tous les niveaux, historique, social, culturel, politique, ... «Martí (1890)» est le trente-quatrième poème du quatrième chant, intitulé Los libertadores (en français, «Les libérateurs»). Neruda situe son poème en 1890, bien que le contenu du poème nous présente plutôt José Martí à sa mort. Il pourrait s'agir d'une légère «erreur» du poète.
Monuments
Sa modeste maison natale, Calle Paula no 314, à La Havane, est transformée en musée à sa mémoire. L'aéroport international de La Havane a été baptisé en son honneur. Un monument lui est dédié à La Havane, sur la Plaza de la Revolución où se situe la bibliothèque nationale de Cuba qui porte également son nom. Il existe une autre statue de José Martí sur le Malecón havanais, face à l'immeuble abritant la section des intérêts américains (en) ; cette statue présente le poète philosophe portant un enfant, Elian Gonzalez, dans ses bras et pointant un doigt comminatoire vers l'immeuble. On trouve non loin de là le stade José-Martí.
En 1952, la sculptrice cubaine Jilma Madera  réalise le buste de José Marti. En 1953, à l'occasion du centenaire de sa naissance, il est décidé de placer ce buste au Pico Turquino, sommet le plus haut de Cuba, culminant à 1 974 mètres. L'installation est possible avec le soutien de son amie Celia Sánchez, héroïne de la révolution cubaine, et du père de cette dernière Manuel Sánchez Silveira. Le buste se trouve aussi à l'entrée du musée de la Révolution de La Havane.
Des bustes de José Martí sont visibles dans la plupart des édifices publics de Cuba.
José Martí possède un monument en son honneur qui est situé au Parc de l'Amérique-Latine dans la ville de Québec, au Canada.
Le 28 janvier 2009, à l'occasion du 156e anniversaire de sa naissance, un buste de José Marti a été inauguré, boulevard Louis-Blanc à Montpellier, première ville en France à posséder l'effigie du poète et homme politique cubain. Ce buste, œuvre du sculpteur cubain Alberto Lescay Merencio, est un don de l'ambassade de Cuba à la ville de Montpellier.
À Paris, le square de l'Amérique-latine, inauguré en 1931 dans le 17e arrondissement, compte un buste de José Martí. En 1955, la place José-Marti est créée en son honneur près de la place du Trocadéro.
Sur l'île de La Réunion, dans la ville du Port, une rue du quartier des Grands Hommes porte son nom.
À Saragosse, une plaque commémorative se situe sur la maison où il séjourna. On y trouve également une citation :

« Para Aragón, en España, tengo yo en mi corazón un lugar todo aragón, franco, fiero, fiel, sin saña. »

« Pour l'Aragon, en Espagne, j'ai dans mon cœur un endroit entièrement aragonais, franc, fier, fidèle, sans rage. »

À New York, l'entrée Sud de Central Park sur Manhattan, possède une statue équestre de José Marti.

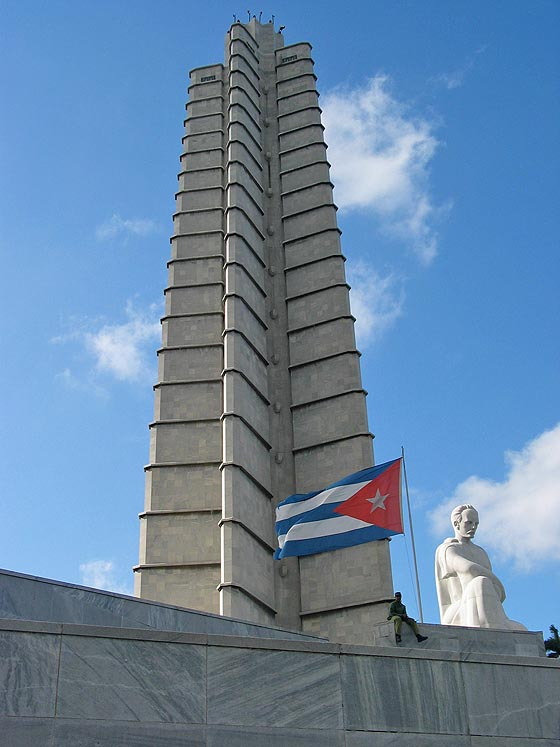
Memorial José Martí sur la Plaza de la Revolución à La Havane
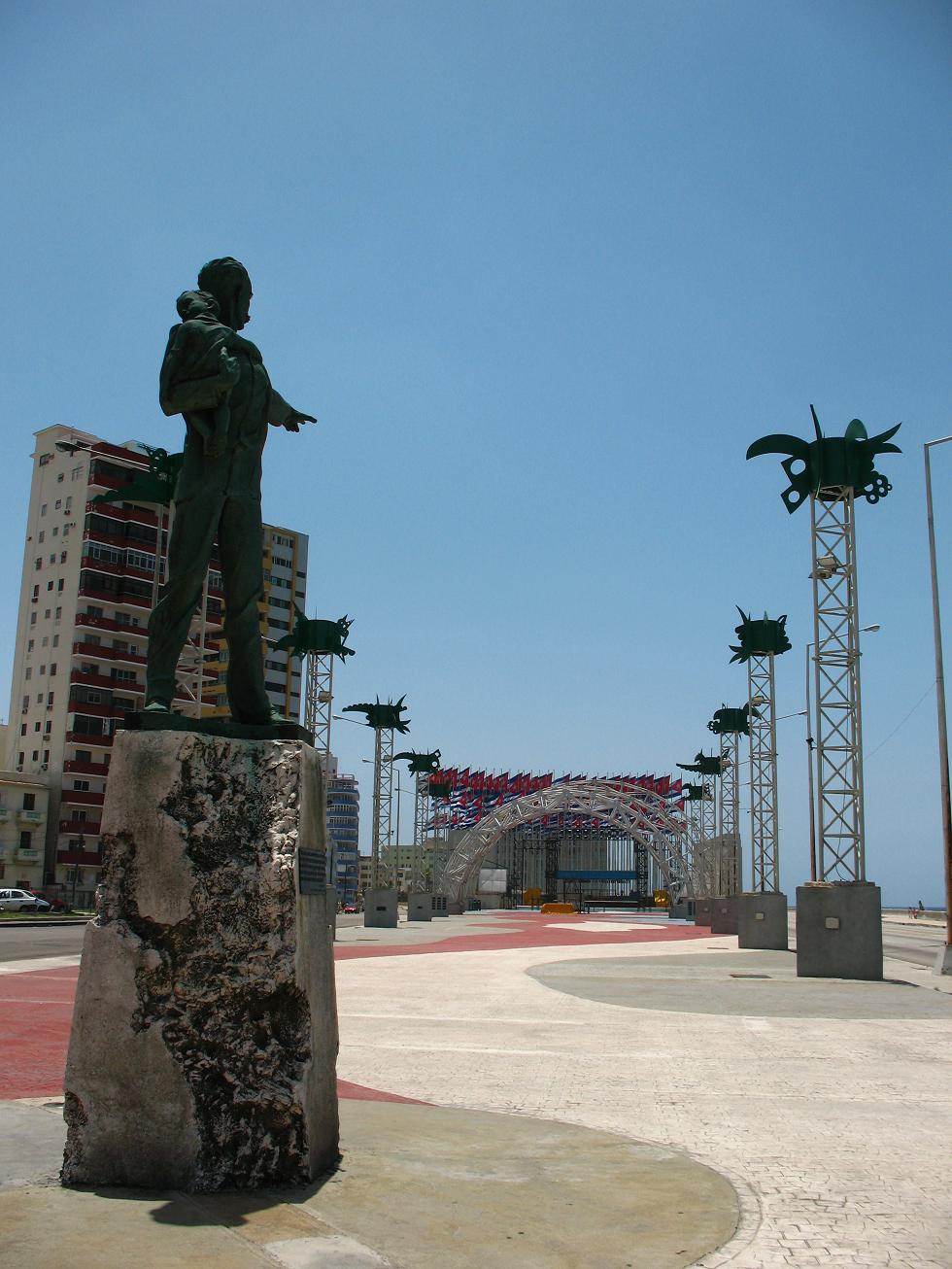
Statue de Marti à La Havane
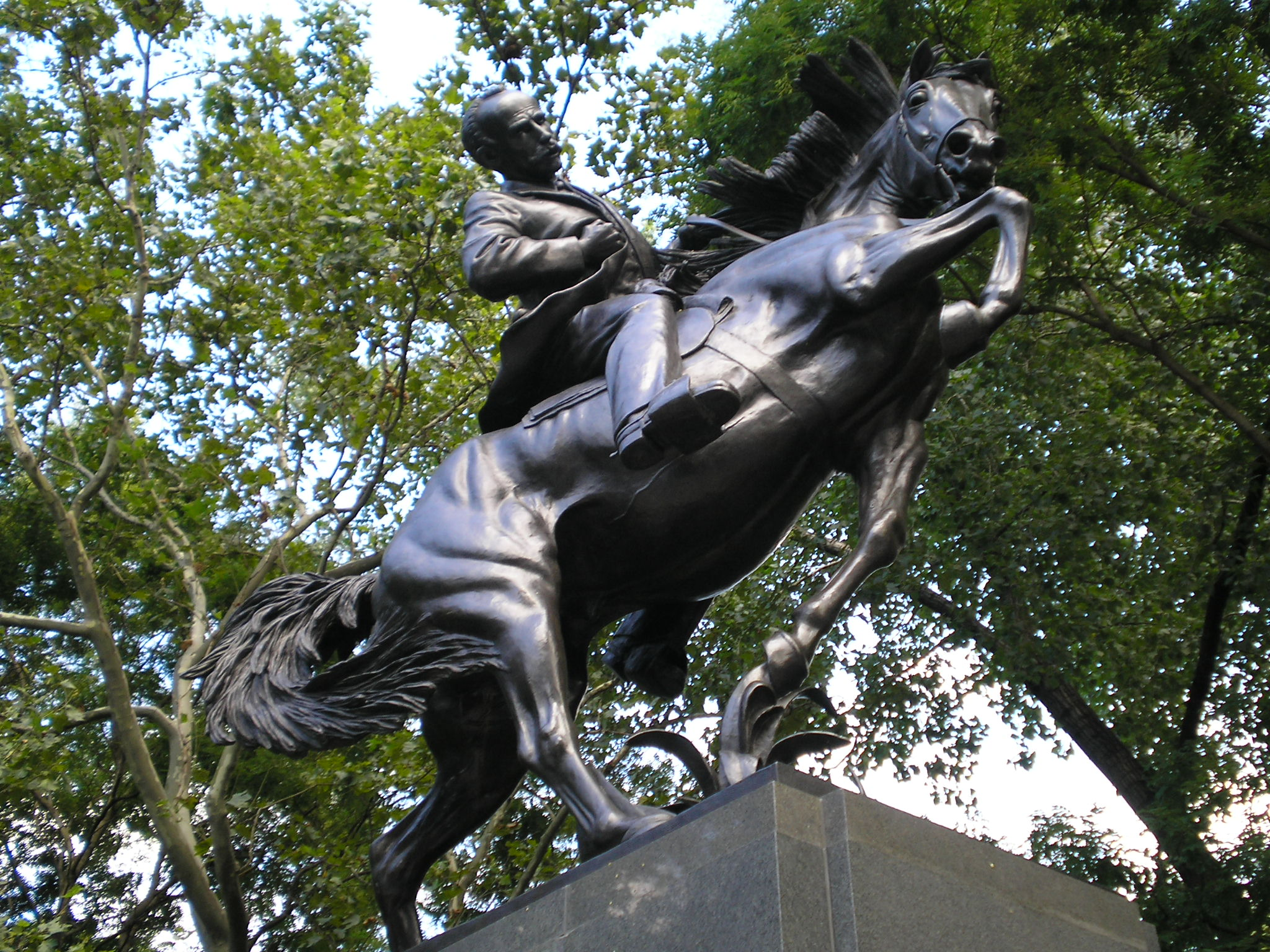
Entrée Sud de Central Park, à New York
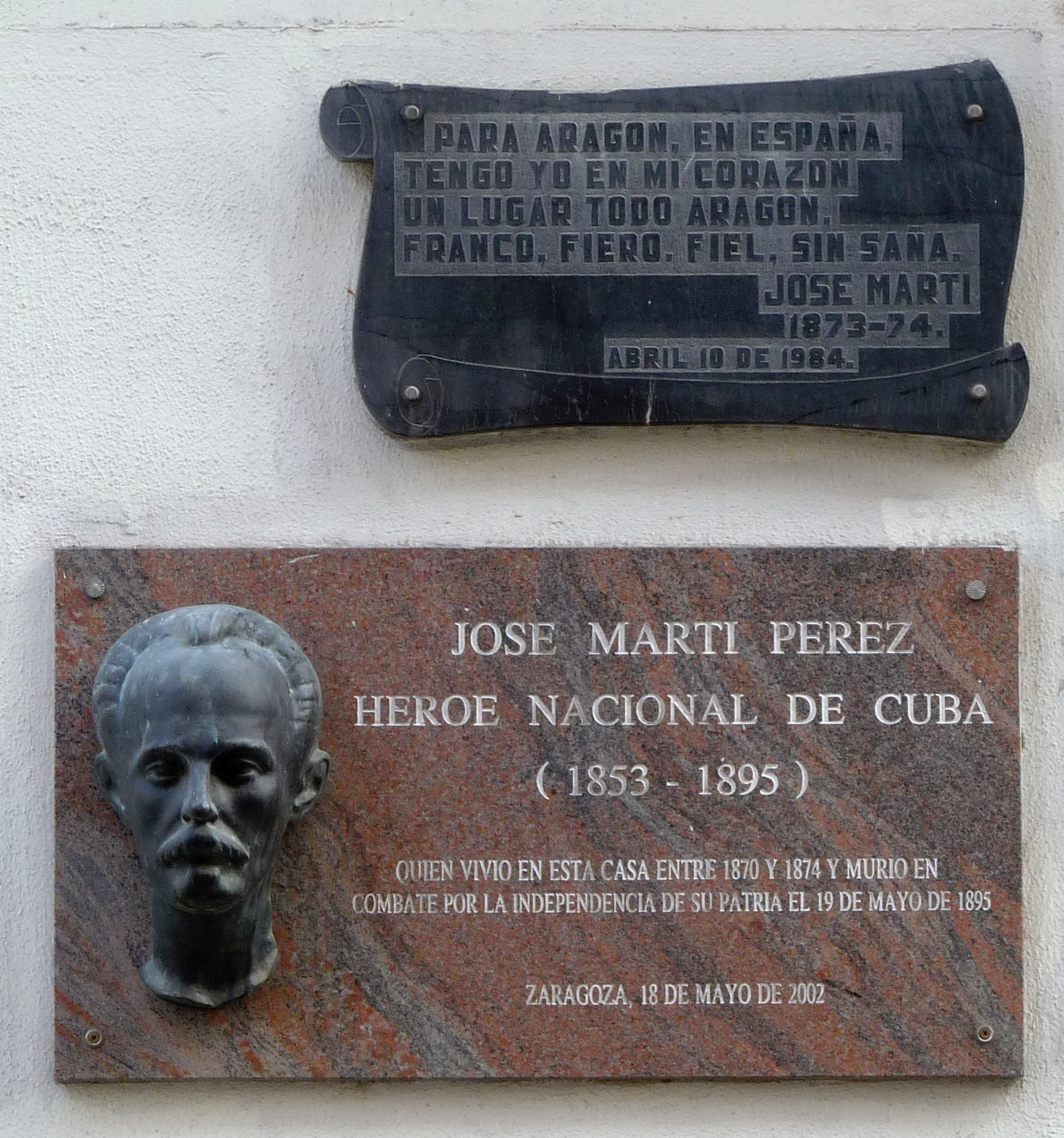
Plaque commémorative, à Saragosse
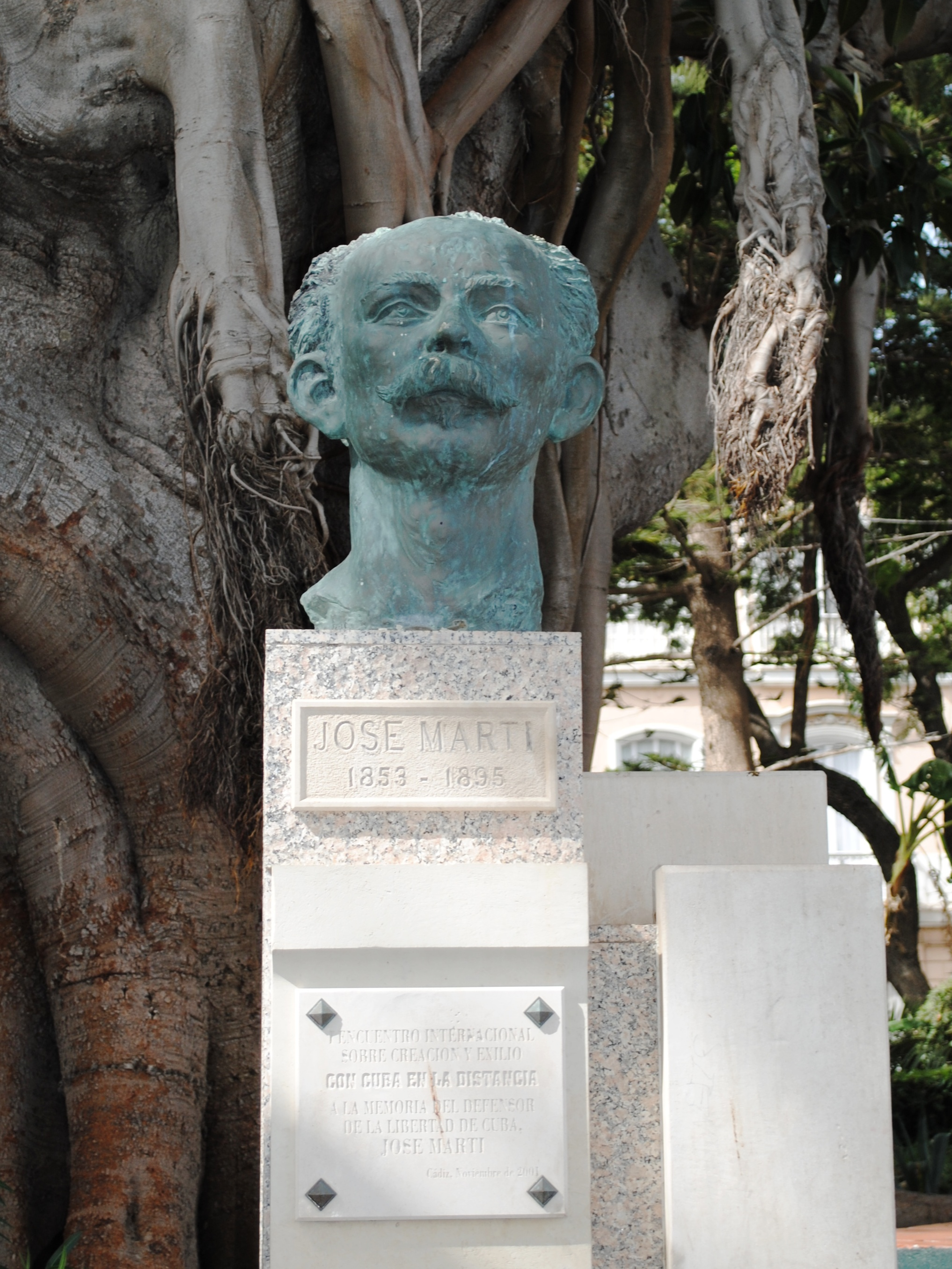
Buste à Cadix
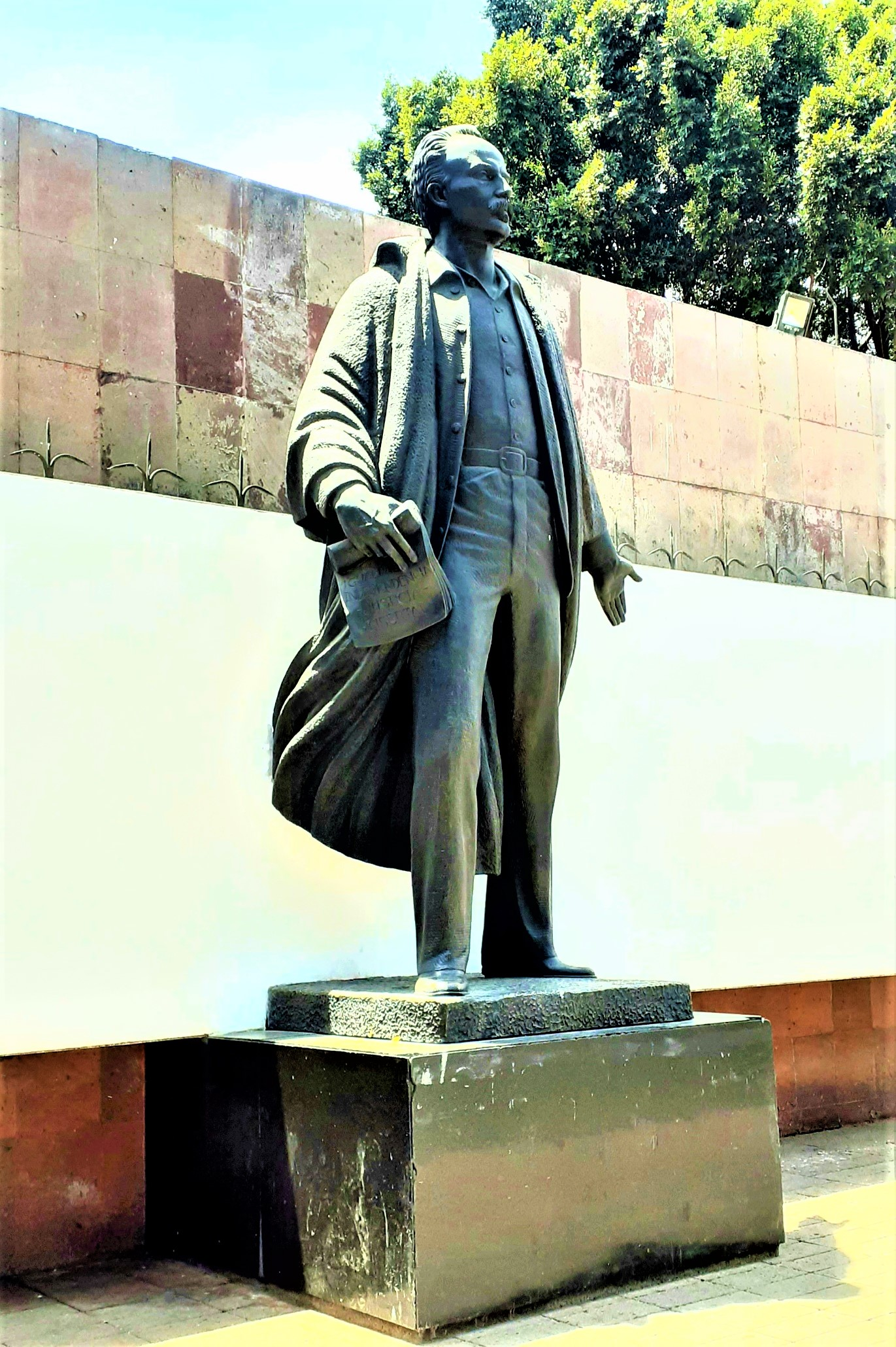
Statue à Mexico
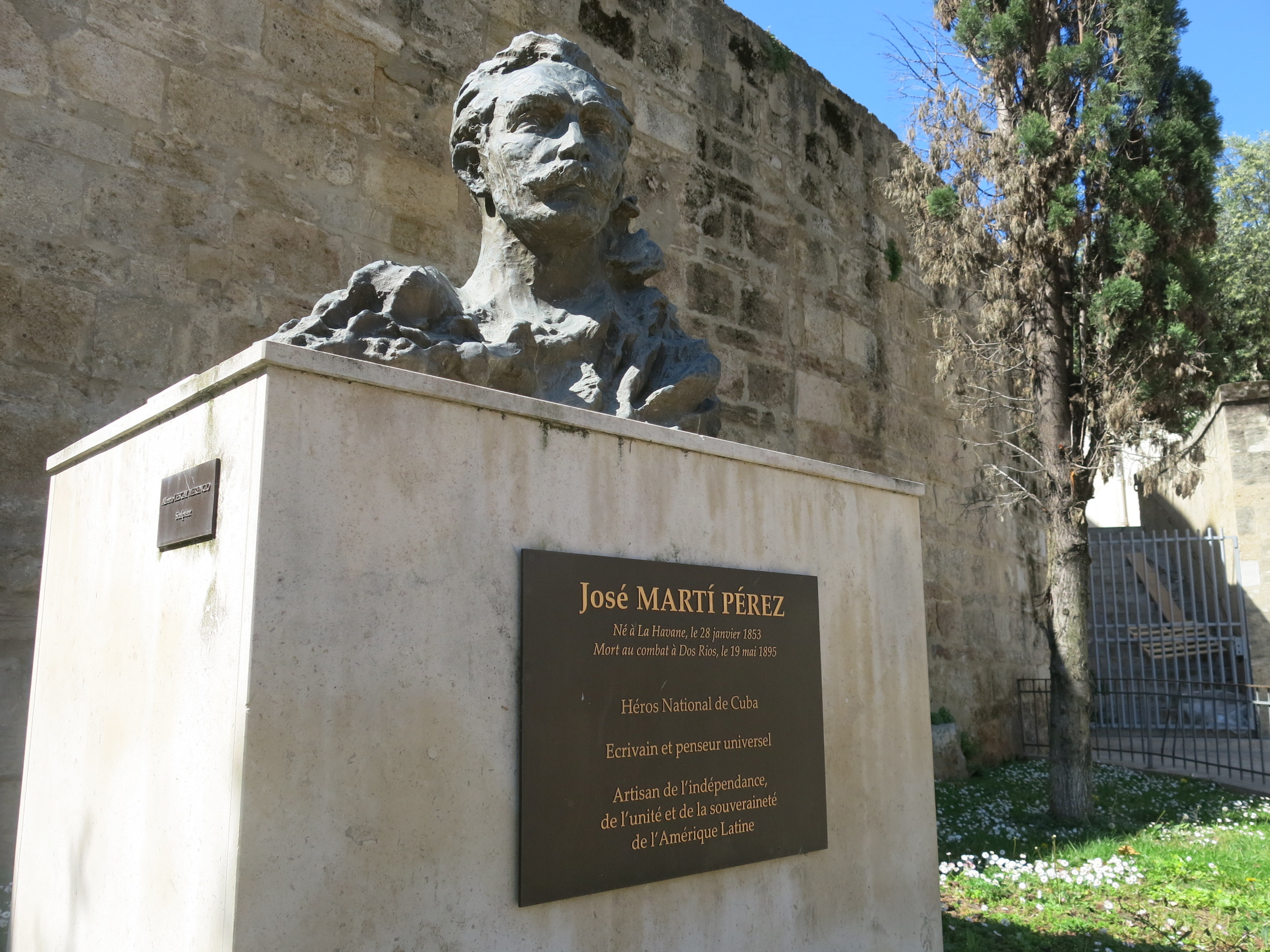
Sculpture commémorative à Montpellier (France)
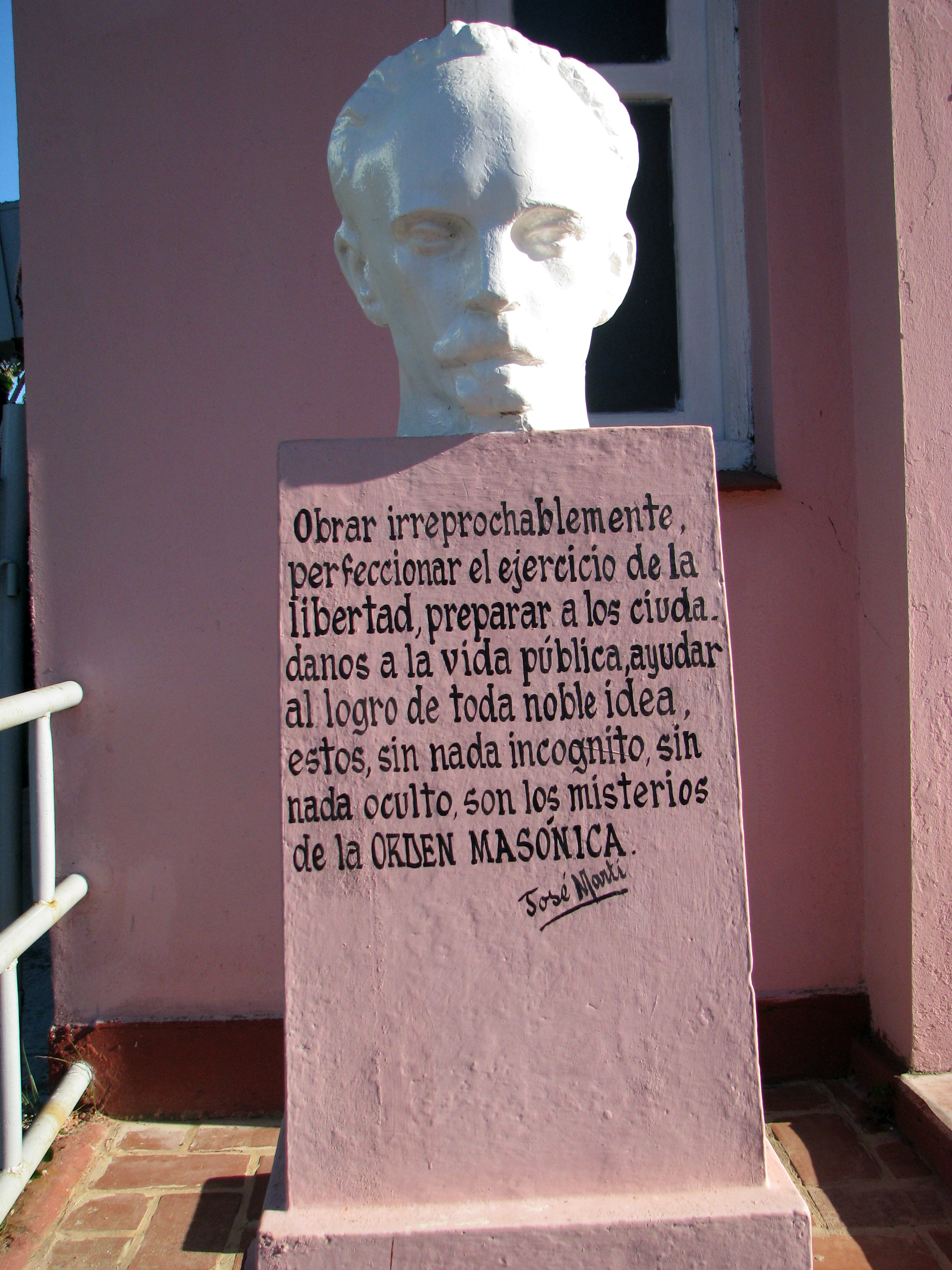
Buste et texte à Viñales, Cuba